# Norrbottens bygdedräkt
Norrbottens bygdedräkt är en svensk folkdräkt från Norrbotten. Den är en av åtta folkdräkter från Norrbotten. 
Norrbottens bygdedräkt finns i tre varianter med olika färgsättning som representerar Kalix /Torne älvdalar, Lule älvdal och Pite älvdal. Tornedalsdräkten fick grönt, Luleåområdet sandelfärgade toner och Piteå blått. Även Kiruna fick den blå färgen.